# Wiera Komissarżewska
Wiera Fiodorowna Komissarżewska (ros. Вера Фёдоровна Комиссаржевская; ur. 8 listopada 1864 w Petersburgu, zm. 23 lutego 1910 w Taszkencie) – rosyjska aktorka, jedna z najwybitniejszych i najbardziej lubianych aktorek w Rosji swojej epoki.
Była siostrą reżysera teatralnego Fiodora Komissarżewskiego, z którym współpracowała przez całe swoje życie. W 1891 roku stała się znana dzięki roli Betsy w Płodach edukacji Lwa Tołstoja, którą grała na scenie Towarzystwa Sztuki i Literatury w Moskwie, jednak później rozwijała karierę na prowincji. Od 1896 roku występowała w Teatrze Aleksandryjskim w Petersburgu, zyskując tam gwiazdorską sławę. W 1902 roku gościnnie występowała w Warszawie. Dwa lata później założyła własny Nowy Teatr Dramatyczny w Petersburgu (rozwiązany w 1910 roku po jej śmierci), w którym odgrywała role m.in. w inscenizacjach Wsiewołoda Meyerholda. Słynne były jej kreacje w dramatach Nora (Henrik Ibsen, 1904) i Siostra Beatrix (Maurice Maeterlinck, 1906) – w obydwu sztukach grała role tytułowe. Grała również w sztukach Maksima Gorkiego, Antona Czechowa (rola Niny Zariecznej w Mewie). Występowała także jako Desdemona ze sztuki Williama Szekspira. W 1908 roku wyruszyła na tournée do Europy Zachodniej i Stanów Zjednoczonych. Umarła w trakcie gościnnych występów w Taszkencie.